# Pflegeausbildungsindex
Der Pflegeausbildungsindex PIX ist ein von Stefan Arend entwickeltes Dokumentations- und Analysetool zur Pflegeausbildung in Deutschland, das von dem von ihm geleiteten Institut für Sozialmanagement und Neue Wohnformen publiziert wird. Dabei werden unter anderem die absoluten Zahlen der Auszubildenden in den bisher drei dreijährigen Pflegeberufen (Gesundheits- und Krankenpflege, Gesundheits- und Kinderkrankenpflege, Altenpflege), die das Statistische Bundesamt liefert, in Beziehung zu den Einwohnerzahlen, der Bevölkerungsgruppe mit einem Alter von 80+ und der Anzahl der Menschen, die Leistungen der Pflegeversicherung SGB XI beziehen, in Verhältnis gesetzt.
So lassen sich Aussagen zur Demografiefestigkeit und zur Leistungsfähigkeit der Pflegeausbildung in Deutschland und in den einzelnen Bundesländern treffen. Für die Jahre ab 2019 liegen diese PIX-Auswertungen vor. Für das Schuljahr 2020/2021 traten erstmals die nach dem Pflegeberufegesetz eingeführten generalistischen Ausbildungsgänge, die die bisherigen drei Ausbildungsgänge in einem Berufsbild vereinen, hinzu; ebenso die an einigen Hochschulen gestarteten primärqualifizierenden akademischen Ausbildungsangebote.
Die PIX-Auswertungen werden vornehmlich in den Fachzeitschriften von Vincentz-Network in Hannover publiziert, von verschiedenen Verbänden, Fachstellen, Vereinigungen und Landesbehörden verwendet und auch von der Presse als Quelle genutzt.